# Soulwax
Soulwax (también conocidos como 2manydjs en su faceta de disc jockeys) es una banda de rock electrónico y alternativo originaria de Gante, Bélgica y liderada por los hermanos David y Stephen Dewaele.

## Trayectoria musical
El álbum Any Minute Now lanzó tres singles "E Talking", "NY Excuse" y "Any Minute Now". El dúo también ha producido un gran número de remixes conocidos y no conocidos, incluyendo "Daft Punk Is Playing At My House" de LCD Soundsystem, "Robot Rock" de Daft Punk y "DARE" de Gorillaz. El álbum Nite Versions (2005) es una colección de remixes de las canciones de Any Minute Now. David y Stephen son amigos de artistas como Tiga, LCD Soundsystem y WhoMadeWho.
En el verano de 2006, Soulwax completó una Nite Version remix de The Gossip "Standing in the Way of Control", así como "Ravelight Dub" y "Ravelight Vocal Mix" de Robbie Williams "Lovelight". La gira de verano 2006 fue filmada por el director Saam Farahmand y resultó el documental Radio Soulwax. El filme debutó en los Festival de cine de Cannes en mayo de 2007.
En agosto de 2006 anunciaron que se encontraban trabajando en el nuevo disco de Tiga. A finales del año la revista belga HUMO declaró que David y Stephen crearon un nuevo grupo de krautrock con Riton llamado Die Verboten.
Finalmente en 2009, participaron en la producción del álbum Ciao! del canadiense Tiga y en el álbum homónimo de la banda belga Das Pop. En ese mismo año, coprodujeron la canción "Talk To Me" incluida en el álbum I Feel Cream de la cantante canandiense de dance punk Peaches. En diciembre de 2009, lanzaron "We Love Animals", una canción producida en colaboración con MixHell, para la banda italiana de electro Crookers, incluida en el álbum Tons of Friends.
En 2013 participaron en el famoso videojuego Grand Theft Auto V como DJ's de una estación de radio con su mismo nombre (Soulwax FM) siendo esta la primera aparición del dúo Soulwax en un videojuego.
En 2022 volvieron a aparecer en Grand Theft Auto V, está vez en su modo Online, siendo los encargados de la banda sonora del DLC "Los Santos Drug Wars" lanzado el 13 de diciembre de 2022 para las plataformas Xbox One, Xbox One Series X/S, Play Station 4, Play Station 5 y PC.

## Discografía

### Álbumes
- Leave The Story Untold (1996) (producido por Chris Goss)
- Much Against Everyone's Advice (1999)
- Any Minute Now (2004)
- Nite Versions (2005)
- Most of the remixes (2007)
- The Mash Up Machine (2008)
- From Deewee (2017)
- Essential (2018)

### Sencillos
| Año  | Canción                                 | Listas británicas | Álbum                          |
| ---- | --------------------------------------- | ----------------- | ------------------------------ |
| 1995 | "2nd Handsome Blues" (10" EP de Vinilo) | -                 | -                              |
| 1996 | "Caramel"                               | -                 | -                              |
| 1998 | "Much Against Everyone's Advice"        | -                 | -                              |
| 2000 | "Conversation Intercom"                 | #50               | Much Against Everyone's Advice |
| 2000 | "Much Against Everyone's Advice"        | #56               | Much Against Everyone's Advice |
| 2000 | "Too Many DJs"                          | #40               | Much Against Everyone's Advice |
| 2004 | "Any Minute Now"                        | #34               | Any Minute Now                 |
| 2005 | "E Talking"                             | #27               | Any Minute Now                 |
| 2005 | "NY Excuse"                             | #35               | Any Minute Now                 |

### Remixes
1997:
- Einstürzende Neubauten – "Stella Maris"

1999:
- Kolk – "Uma"
- dEUS – "Everybody's Weird"
- Zita Swoon – "My Bond With You And Your Planet: Disco!"

2000:
- Tahiti 80 – "Heartbeat"
- Muse – "Muscle Museum"
- Lords of Acid – "I Sit on Acid 2000"

2002:
- Kylie Minogue – "Can't Get You Out Of My Head"
- Ladytron – "Seventeen"
- Sugababes – "Round Round"
- DJ Shadow – "Six Days"
- Arthur Argent – "Hold Your Head Up"

2003:
- Playgroup – "Make It Happen"

2004:
- Felix da Housecat – "Rocket Ride"
- LCD Soundsystem – "Daft Punk Is Playing At My House"
- Miss Kittin – "Requiem for a Hit" (2manydjs Remix)

2005:
- Daft Punk – "Robot Rock"
- Gorillaz – "Dare"
- Basement Jaxx – "Magnificent Romeo" (2manydjs Remix)

2006:
- Robbie Williams – "Lovelight"
- The Gossip – "Standing in the Way of Control"

2007:
- Klaxons – "Gravitys Rainbow"
- LCD Soundsystem – "Get Innocuous!"
- Justice – "Phantom Pt. II"
- Hot Chip – "Ready For The Floor"

2008:
- The Chemical Brothers – "Hey Boy Hey Girl" (Soulwax '2manydjs' Remix)
- The Rolling Stones – "You Can't Always Get What You Want"
- Tiga – "Mind Dimension 2"
- MGMT – "Kids"

2009:
- Tiga – "Beep Beep Beep" (Soulwax radio edit)
- Dizzee Rascal – "Bonkers"
- Indochine – "Intro" (Alice & June tour)
- Human Resource vs 808 State – "Dominator"
- West Phillips – "Sucker For A Pretty Face"
- Walter Murphy & The Big Apple Band – "A Fifth of Beethoven" (Soulwax Remix Hidden Cat Rework)

2010:
- LCD Soundsystem – "You Wanted A Hit"
- Paul Chambers – "Yeah, Techno!"
- Late of the Pier – Best in the Class"

2012:
- Arcade Fire – "Sprawl II (Mountains Beyond Mountains)"
- Joe Goddard Feat. Valentina – "Gabriel"
- Goose – "Synrise"

2013:
- Pulp – "After You"

2014:
- Metronomy – "Love Letters"

2015:
- Tame Impala – "Let it happen"

2020:
- SG Lewis, Robyn & Channel Tres – "Impact"

### Otros
- La canción "Theme from Discotheque" del 2001 es de David y Stephen Dewaele bajo el nombre Samantha Fu. Produjeron esta canción para un grupo dance de Gante llamado Kung Fu.
- En el 2004 Soulwax hizo la compilación del soundtrack para la película Belga "Steve+Sky". Además contribuyeron con tres tracks instrumentales bajo el nombre de Kawazaki.
- Colaboró en la banda sonora del videojuego Grand Theft Auto V, llevando su emisora homónima, Soulwax FM.